# Riacho Caiçara
O Riacho Caiçara é um riacho que banha o estado da Paraíba, no Brasil. 

## Etimologia
"Caiçara" provém do tupi antigo ka'aysá (ou ka'aysara), que designava uma cerca rústica feita de galhos de árvores.